# Attakattius
Attakattius is een geslacht van hooiwagens uit de familie Trionyxellidae.
De wetenschappelijke naam Attakattius is voor het eerst geldig gepubliceerd door Roewer in 1929. 

## Soorten
Attakattius is monotypisch en omvat slechts de volgende soort:
- Attakattius spinifrons